# Triodontella asiatica
Triodontella asiatica är en skalbaggsart som beskrevs av Brenske 1890. Triodontella asiatica ingår i släktet Triodontella och familjen Melolonthidae. Inga underarter finns listade i Catalogue of Life.